# Памятник Филиппу Орлику (Киев)
Памятник Филиппу Орлику (укр. Пам'ятник Пилипу Орлику) — монумент в честь украинского политического деятеля и гетмана Войска Запорожского Филиппа Орлика, установленный в Киеве на пересечении улиц Пилипа Орлика и Липской. 

## История
Конкурс проектов монумента начался в 2006 году, однако непосредственные работы начались лишь в 2011 году после обращения судей Конституционного суда к президенту с просьбой ускорить возведение культурного объекта к годовщине со дня принятия Конституции Украины.
24 июня 2011 года, в день 15-летия со дня принятия Конституции Украины, в Киеве состоялось торжественное открытие памятника.
Монумент создал авторский коллектив скульптора, народного художника Украины, действительного члена академии искусств Украины А. Куща и заслуженного архитектора Украины, члена академии архитектуры Олега Стукалова.

## Описание
Памятник представляет собой скульптурную композицию, состоящую из двух элементов: памятника гетману и казацкой атрибутики — у постамента установлена бандура, на постаменте — надорванный развивающийся флаг, а также казацкие сабли.
Орлик изображен в богатом одеянии XVIII века, левая рука опирается ну тумбу с бумагами и булавой, а в правой руке — перо. По словам Куща, одежда и атрибуты исторически идентичны. На постаменте памятника также установлен родовой герб гетмана.
Культурная композиция выполнена из бронзы и гранита. Она расположена таким образом, что между памятником Орлику и флагом есть проход, за которым начинается сквер.